# Fthiotis
Fthiotis (grekiska: Φθιώτιδα) är en grekisk regiondel (perifereiakí enótita), till 2010 prefekturen Nomós Fthiótidos. Fthiotis ligger i regionen Grekiska fastlandet och huvudorten heter Lamia.

## Administrativ indelning
Regiondelen är indelad i sju kommuner. Den tidigare prefekturen var indelad i 23 kommuner och 2 samhällen.

- Dimos Amfikleia-Elateia
- Dimos Domokos
- Dimos Lamia
- Dimos Lokroi
- Dimos Makrakomi
- Dimos Molos-Agios Konstantinos
- Dimos Stylida